# Aéroport de Casablanca-Anfa
L'aéroport de Casablanca-Anfa (arabe : مطار الدار البيضاء أنفا) est un ancien aéroport situé à Casablanca, Maroc. Il est fermé au trafic commercial à la suite de sa redirection vers l'aéroport Mohammed V. Servant d'aérodrome et de centre d'instruction depuis, Casa-Anfa ferme définitivement en 2007 et les dernières activités sont déplacées à l'aéroport de Benslimane. Le projet d'urbanisation casablancais prévoit la récupération du terrain et sa conversion en zones d'habitations et d'affaires, comme la Casablanca Finance City.
Le siège de l'entreprise Royal Air Maroc se situe dans l'enceinte de l'aéroport.